# Łapacz z Sacramento
Łapacz z Sacramento powieść autorstwa polskiego pisarza Wiesława Wernica z 1970 roku.
Książka opowiada o przygodach trapera Karola Gordona. Fabuła tej powieści przygodowej rozgrywa się na Dzikim Zachodzie. Przypada na lata 1876-1880, czyli jeszcze przed spotkaniem Gordona z doktorem Janem. Główny wątek książki stanowią losy Vincenta Irvina, czyli szeryfa z Fort Benton zanim otrzymał ten urząd. Irvin aby zdobyć pieniądze na wyleczenie żony postanawia złapać dwóch bandytów i zdobyć nagrodę pieniężną. Akcja kończy się powodzeniem, jednak tymczasem umiera jego żona i syn. Irvin wyrusza do Wichita Falls, gdzie zyskuje przydomek „Łapacza z Sacramento”.